# Kaley Cuoco

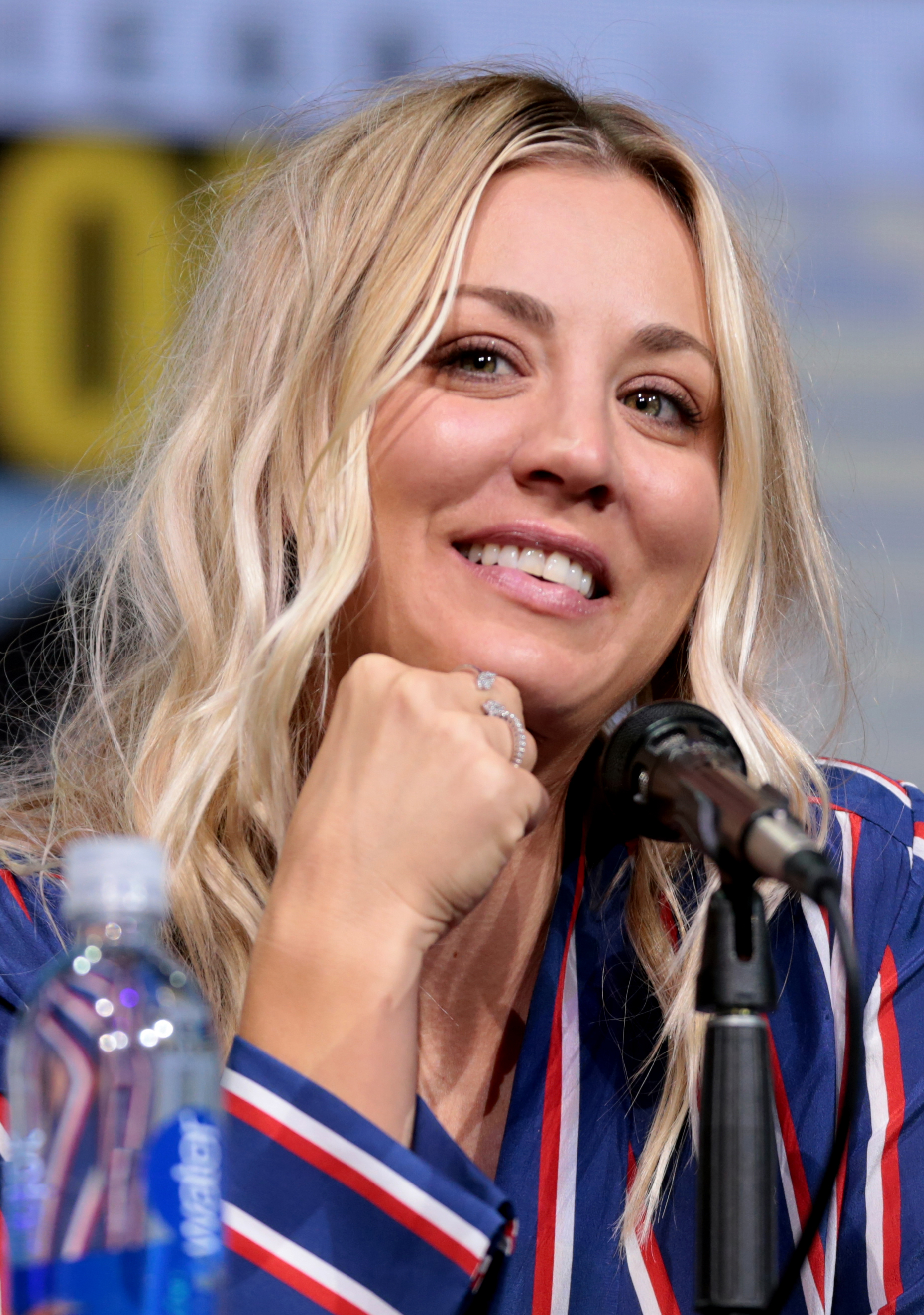
Kaley Cuoco (2017)

Kaley Christine Cuoco [ˈkeɪliː ˈkwoʊkoʊ] (* 30. November 1985 in Camarillo, Kalifornien) ist eine US-amerikanische Schauspielerin. Ihre bekannteste Rolle ist die der Penny in der US-Sitcom The Big Bang Theory.

## Leben

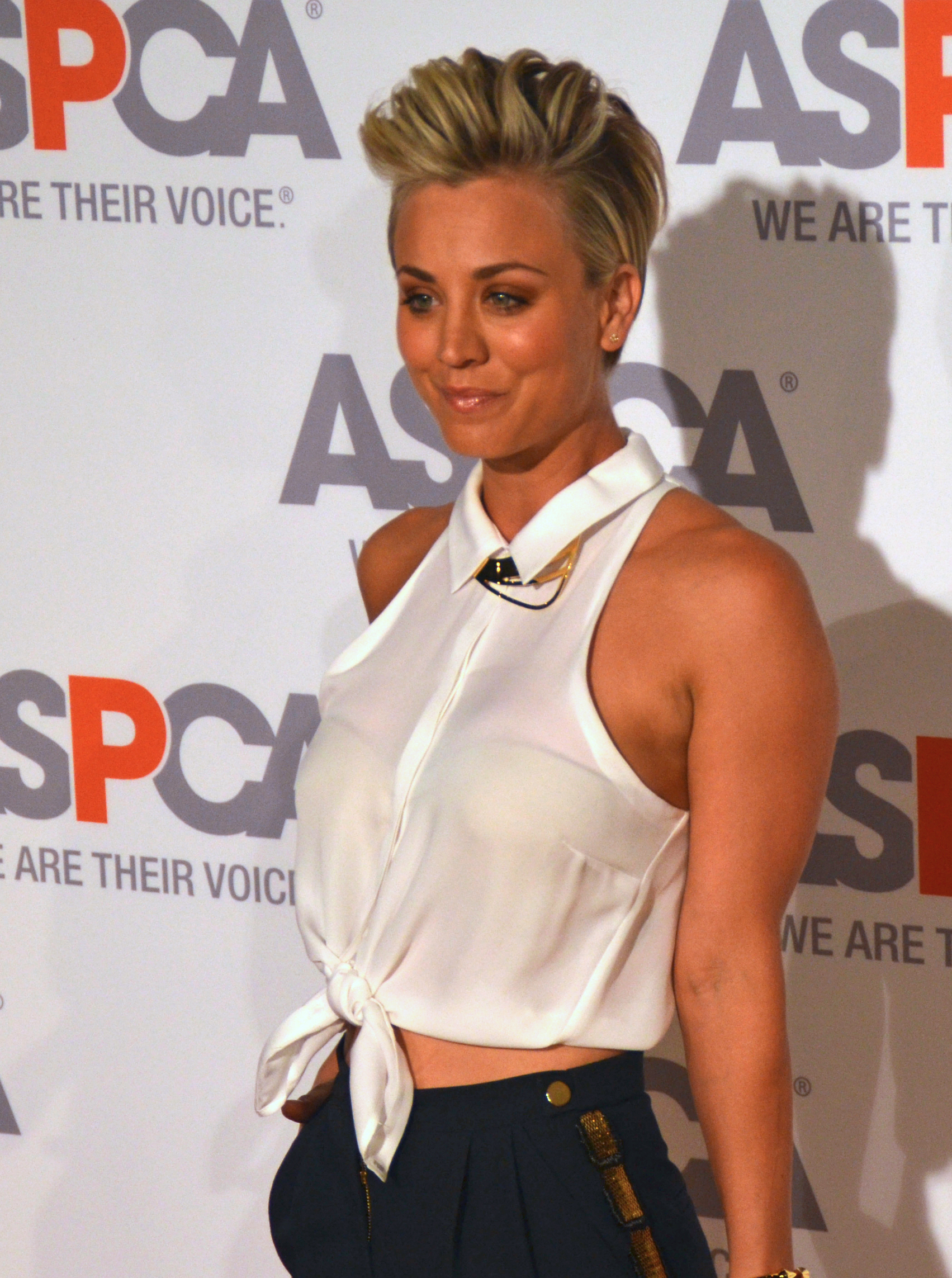
Kaley Cuoco (2014)

Kaley Cuoco wurde 1985 als Tochter des Maklers Gary Carmine Cuoco und der Hausfrau Layne Ann Wingate in Kalifornien geboren. Ihr Vater ist italienischer und ihre Mutter englisch-deutscher Abstammung. Sie spielte bis zu ihrem 17. Lebensjahr Tennis und war 1998 als Amateurin in den Top 100 der Southern California Tennis Association platziert. Ihre jüngere Schwester Briana Cuoco war Kandidatin in der fünften Staffel der NBC-Castingshow The Voice und ist ebenfalls Schauspielerin.
Cuoco sagte in einem Interview im CBS-Watch!-Magazin, dass sie eine zweijährige Beziehung mit Big-Bang-Co-Star Johnny Galecki gehabt hatte, die sie vor der Öffentlichkeit geheim hielten. Die Trennung sei Ende 2009 auf freundschaftlicher Basis erfolgt. Von Oktober 2011 bis März 2012 war sie mit dem Therapeuten und früheren Bassisten der US-Hard-Rock-Band Danzig, Josh „Lazie“ Resnik, verlobt. 2012 war sie mit Bret Bollinger, Bassist und Sänger der Musikgruppe Pepper, zusammen. An Silvester 2013 heiratete sie in Südkalifornien den US-amerikanischen Tennisspieler Ryan Sweeting, mit dem sie seit Sommer 2013 liiert war; im Mai 2016 ließ sich das Paar wieder scheiden.
Ende November 2017 gab Cuoco ihre Verlobung mit dem Springreiter Karl Cook bekannt; die Hochzeit fand am 30. Juni 2018 statt. Sie lebte mit ihrem Mann in Hidden Hills im San Fernando Valley. Im September 2021 gab das Paar seine einvernehmliche Trennung bekannt. 2022 begann sie eine Beziehung mit Tom Pelphrey, Ende März 2023 kam die gemeinsame Tochter zur Welt.

## Karriere
Im Alter von sechs Jahren arbeitete Cuoco als Model und trat in diversen Werbespots auf. Ihre erste größere Rolle hatte sie 1992 in dem Fernsehfilm Am Abgrund an der Seite von Donald Sutherland und Tim Matheson. Gastauftritte hatte sie unter anderem in Ellen, Ausgerechnet Alaska, Don’t Forget Your Toothbrush und Willkommen im Leben. Eine Hauptrolle spielte sie 1998 in der Miniserie Mr. Murder. International bekannt wurde sie ab 2002 durch die Rolle der Bridget Hennessy in Meine wilden Töchter, für die sie 2003 den Teen Choice Award erhielt. Danach war sie als Billie Jenkins in der achten Staffel von Charmed – Zauberhafte Hexen zu sehen.
Von 2007 bis 2019 spielte sie die Penny in der US-Sitcom The Big Bang Theory, die in Deutschland ab Juli 2009 ausgestrahlt wurde. Im September 2010 brach sie sich beim Reittraining ein Bein. Die Figur Penny wurde daraufhin für zwei Episoden aus der vierten Staffel der Serie gestrichen. Seit der achten Staffel erhielten sie, Jim Parsons und Johnny Galecki pro Episode eine Gage von einer Million Dollar. Damit waren sie 2014 die bestbezahlten Seriendarsteller.
Im August 2011 moderierte Cuoco die Teen Choice Awards und im Januar 2012 und 2013 die People’s Choice Awards. 2014 erhielt sie selbst ihren ersten People’s Choice Award in der Kategorie Favorite Comedy TV Actress und einen Stern auf dem Hollywood Walk of Fame in der Kategorie Fernsehen.
Von 2020 bis 2022 spielt sie die Hauptrolle in der Fernsehserie The Flight Attendant.
Für ihre schauspielerische Leistung erhielt sie unter anderem Nominierungen für den Golden Globe, den Critics’ Choice Television Award sowie für zwei Screen Actors Guild Awards.

## Wissenswertes
2011 veröffentlichte sie für das Medienformat Nerd HQ in Zusammenarbeit mit Break.com ein mit Laienschauspielern besetztes Video, in dem Cuoco kritisierte, dass sich so viele Frauen im Sklavin-Kostüm der Star-Wars-Prinzessin Leia auf Cosplay-Veranstaltungen präsentieren, womit sie letztlich nur eine von vielen seien, wobei es genügend andere ikonische Frauencharaktere gebe.

## Auszeichnungen und Nominierungen (Auswahl)
|      | Ergebnis  | Kategorie                                                 | Award                            |
| ---- | --------- | --------------------------------------------------------- | -------------------------------- |
| 2003 | Gewonnen  | Choice TV Breakout Star – Female                          | Teen Choice Awards               |
| 2003 | Nominiert | Choice TV Actress – Comedy                                | Teen Choice Awards               |
| 2004 | Nominiert | Choice TV Actress: Comedy                                 | Teen Choice Awards               |
| 2010 | Nominiert | Choice TV Actress: Comedy                                 | Teen Choice Awards               |
| 2011 | Nominiert | Choice TV Actress: Comedy                                 | Teen Choice Awards               |
| 2012 | Nominiert | Favorite TV Comedy Actress                                | People’s Choice Awards           |
| 2012 | Gewonnen  | Best Actress in a Series, Comedy or Musical               | Satellite Awards                 |
| 2012 | Nominiert | Outstanding Performance by an Ensemble in a Comedy Series | Screen Actors Guild Awards       |
| 2012 | Nominiert | Choice TV Actress: Comedy                                 | Teen Choice Awards               |
| 2013 | Gewonnen  | Best Supporting Actress in a Comedy Series                | Critics’ Choice Television Award |
| 2013 | Nominiert | Favorite Comedic TV Actress                               | People’s Choice Awards           |
| 2013 | Nominiert | Outstanding Performance by an Ensemble in a Comedy Series | Screen Actors Guild Awards       |
| 2013 | Nominiert | Choice TV Actress: Comedy                                 | Teen Choice Awards               |
| 2014 | Nominiert | Best Supporting Actress in a Comedy Series                | Critics’ Choice Television Award |
| 2014 | Nominiert | Favorite TV Gal Pals                                      | People’s Choice Awards           |
| 2014 | Gewonnen  | Favorite Comedic TV Actress                               | People’s Choice Awards           |
| 2014 | Nominiert | Outstanding Performance by an Ensemble in a Comedy Series | Screen Actors Guild Awards       |
| 2014 | Nominiert | Choice TV Actress: Comedy                                 | Teen Choice Awards               |
| 2014 | Gewonnen  | Star on the Walk of Fame (Television)                     | Hollywood Walk of Fame           |
| 2015 | Gewonnen  | Favorite Comedic TV Actress                               | People’s Choice Awards           |
| 2015 | Nominiert | Outstanding Performance by an Ensemble in a Comedy Series | Screen Actors Guild Awards       |
| 2015 | Nominiert | Choice TV Actress: Comedy                                 | Teen Choice Awards               |
| 2015 | Nominiert | Choice TV: Chemistry                                      | Teen Choice Awards               |
| 2016 | Nominiert | Outstanding Performance by an Ensemble in a Comedy Series | Screen Actors Guild Awards       |
| 2017 | Nominiert | Favorite Comedic TV Actress                               | People’s Choice Awards           |
| 2017 | Nominiert | Outstanding Performance by an Ensemble in a Comedy Series | Screen Actors Guild Awards       |
| 2019 | Nominiert | Choice TV Actress: Comedy                                 | Teen Choice Awards               |

## Filmografie (Auswahl)
- 1992: Am Abgrund (Quicksand: No Escape)
- 1994: Ausgerechnet Alaska (Northern Exposure, Fernsehserie, Folge 5x15)
- 1994: Willkommen im Leben (My So-Called Life, Fernsehserie, Folge 1x04)
- 1995: Virtuosity
- 1996: Ellen (Fernsehserie, Folge 4x06)
- 1997: Der gebuchte Mann (Picture Perfect)
- 1997: Die Zahnfee (Toothless)
- 1998: Mr. Murder – Er wird dich finden … (Mr. Murder)
- 2000: Die Bowling Gang (Alley Cats Strike)
- 2000: Die Bradys – Wie alles begann (Growing Up Brady)
- 2000: Und das soll der Himmel sein? (Can’t Be Heaven)
- 2000–2001: Ladies Man (Fernsehserie, 8 Folgen)
- 2001: Eine himmlische Familie (7th Heaven, Fernsehserie, Folge 6x05)
- 2002: The Ellen Show (Folge 1x14)
- 2002–2005: Meine wilden Töchter (8 Simple Rules… for Dating My Teenage Daughter, Fernsehserie, 76 Folgen)
- 2003: CSI: Den Tätern auf der Spur (CSI: Crime Scene Investigation, Fernsehserie, Episode 4x04)
- 2004: Debating Robert Lee
- 2004: 10.5 – Die Erde bebt (10.5, Fernsehserie, 2 Folgen)
- 2004: Fashion Girl – Der Pate trägt Prada (Crimes of Fashion)
- 2004: Complete Savages (Folge 1x07)
- 2004: The Hollow – Die Rückkehr des kopflosen Reiters (The Hollow)
- 2005: Farewell Bender
- 2005: Brandy & Mr. Whiskers (Folgen 1x26–1x27)
- 2005: Pet Star (Fernsehserie, Folge 3x14)
- 2005: Lucky 13
- 2005–2006: Charmed – Zauberhafte Hexen (Charmed, Fernsehserie, Folgen 8x01–8x22)
- 2005–2006: Loonatics Unleashed (Fernsehserie, 3 Folgen)
- 2006: Separated at Worth
- 2007: Prison Break (Fernsehserie, Folgen 2x15–2x16)
- 2007: Cougar Club
- 2007: To Be Fat Like Me
- 2007–2019: The Big Bang Theory (Fernsehserie, 277 Folgen)
- 2008: Killer Movie
- 2010: The Penthouse
- 2011: Hop – Osterhase oder Superstar? (Hop)
- 2012: Drew Peterson – Der Unberührbare (Drew Peterson: Untouchable)
- 2012: The Last Ride
- 2014: Book of Love – Ein Bestseller zum Verlieben (Authors Anonymous)
- 2014: A Million Ways to Die in the West
- 2015: Die Trauzeugen AG (The Wedding Ringer)
- 2015: Alvin und die Chipmunks: Road Chip (Alvin and the Chipmunks: The Road Chip, Stimme von Eleanor)
- 2016: Burning Bodhi
- 2016: Why Him?
- 2017: Handsome: Ein Netflix-Krimi (Handsome: A Netflix Mystery Movie)
- seit 2019: Harley Quinn (Fernsehserie, Stimme von Harleen Quinzel)
- 2019: Young Sheldon (Fernsehserie, Folge 3x10, Stimme)
- 2020–2022: The Flight Attendant (Fernsehserie, 16 Folgen)
- 2021: Lass es, Larry! (Fernsehserie, 1 Folge)
- 2022: The Man from Toronto
- 2022: Meet Cute – Mein täglich erstes Date (Meet Cute)
- 2023–2024: Based on a True Story (Fernsehserie, 16 Folgen)
- 2024: Role Play